# Coracina maxima
Coracina maxima é uma espécie de ave da família Corvidae.
É endémica da Austrália.